# 头等舱

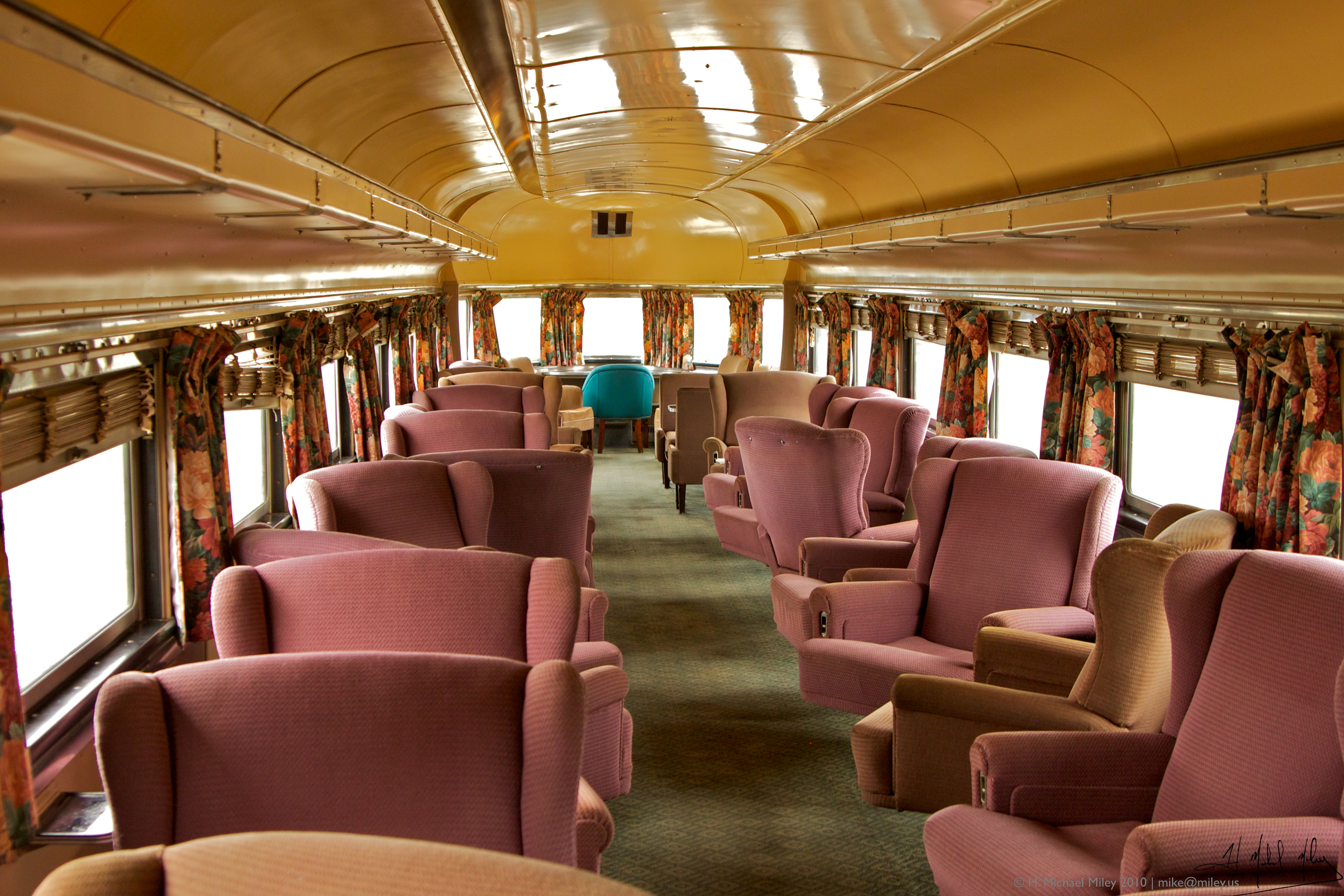
内布拉斯加微风号列车上的朱诺头等瞭望车

头等舱是火车、客轮、飞机、公共汽车或其他交通系统上最高级别且价格最高的舱位。较商务舱和经济舱，头等舱能提供最好的服务和最舒适的休息环境。

## 航空

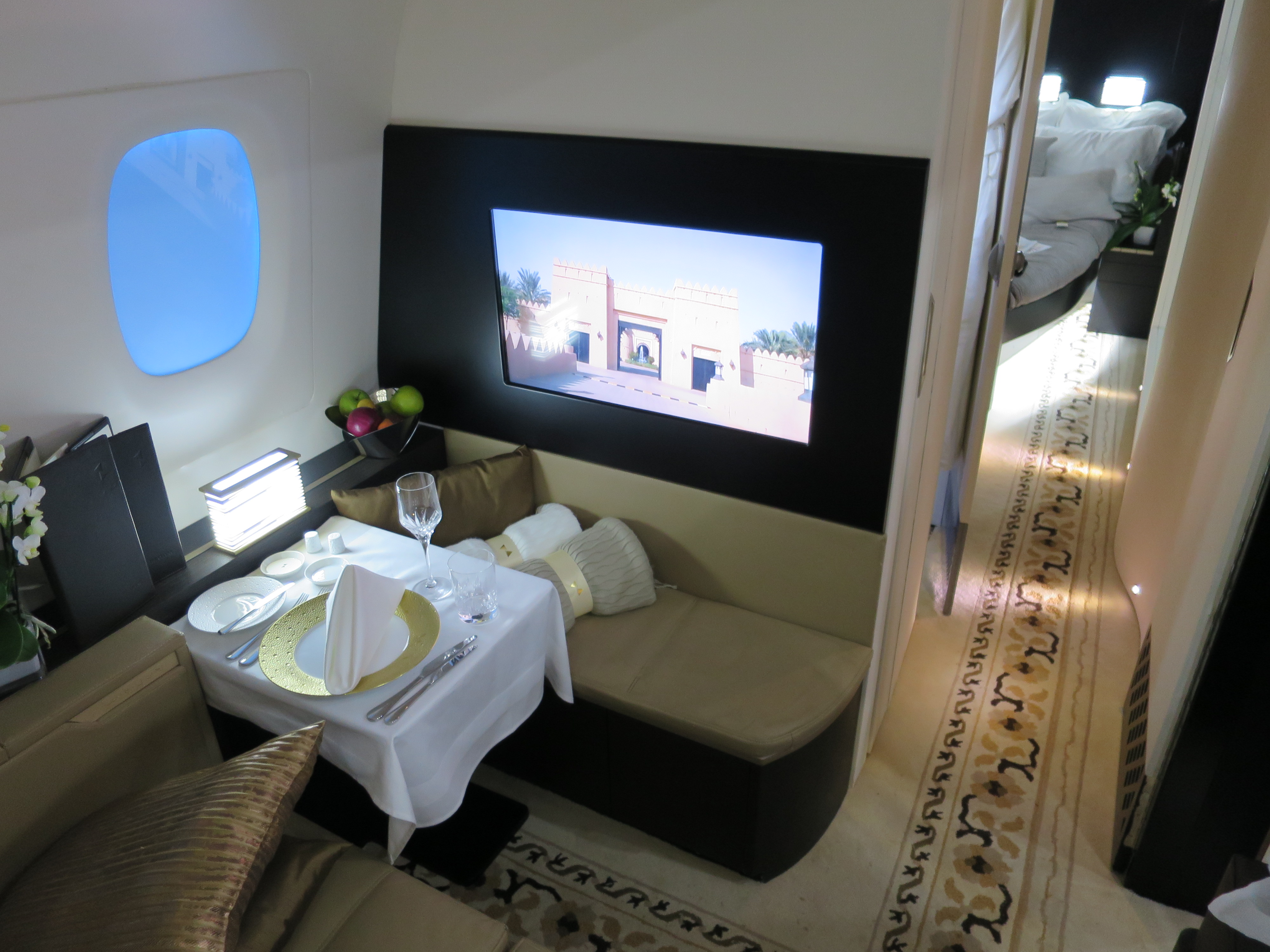
阿提哈德航空的“The Residence”套房

固定翼喷气式客机的头等舱部分通常朝向飞机前部。许多航空公司已经从其国际航班废除头等舱，将商务舱作为其最高跨国班机服务级别。头等舱乘客通常可以在候机时进入机场设置的贵宾室。

## 铁路
虽然头等舱在城际公共交通铁路服务中很常见，但它们在通勤者的短途日常旅行中日趋普遍（以地铁为甚而非长途区域铁路）。

### 澳大利亚
除塔斯马尼亚州以外的澳大利亚各州都有内部铁路运营（多为州政府所有，部分情况下为私有）。每个州的头等车厢都存在差异。
- 新南威爾士州鐵路

TrainLink上的头等车厢有两种形式。铁路公司在Xplorer和XPT列车上设头等车厢，包括比经济车厢席位更大的腿部空间和座椅倾斜度。部分XPT车次设一等卧车。在日间服务中，每个隔间可容纳3人，而在夜间，每个隔间以双层卧铺车形式载运2人。
- 昆士兰铁路

昆士兰铁路公司的多数Traveltrain车次提供头等车厢服务，Tilt Train Services则设有商务车厢。昆士兰铁路Traveltrain头等车厢在单间或双间包厢中提供私人包厢。
- V/Line（维多利亚州）

V/Line上的头等车厢采用2x2座位安排，有额外的腿部空间和斜倚，该席位仅适用于特定的机车牵引车次。
- 超越之旅（跨越新南威尔士州、维多利亚州、南澳大利亚州、北领地和西澳大利亚州）

这条铁路私人经营面向游客的陆上列车、印度洋-太平洋列車和汗號列車。运营商将在印太列车和汗号列车的头等车厢称之为“白金服务”，包括单人间、双人间和豪华车厢；陆上列车的头等车厢则称之为红色优质服务，2x1座位配置、额外的腿部空间和比红色服务席位更多的倾斜度。

### 加拿大
加拿大人號列車由維亞鐵路运营，该列车提供与头等舱同等服务水平的威望舱。该列车提供客房服务、室内娱乐和带淋浴的私人洗手间。同由维亚铁路运营的魁北克市-温莎走廊则设商务舱。

### 中国大陆

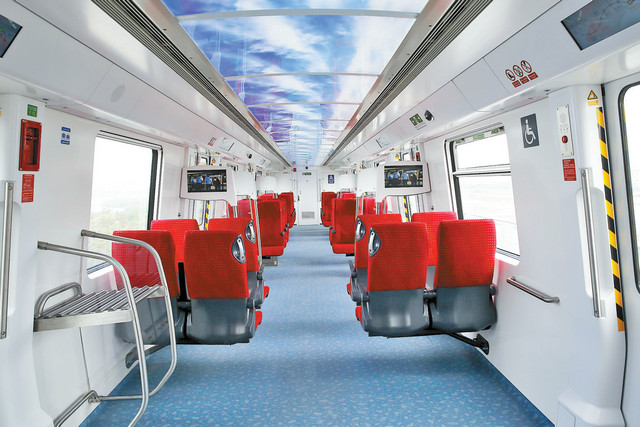
深圳地铁11号线的商务车厢

#### 国铁
中国铁路及中国高铁在其运营之列车设一等座车席位（等级介于二等座车与商务座车之间）。一等座车车厢过道两侧各设2个座位，配有可调节的、比正常大的座位、脚踏板，并配置有插座、坐便器和饮水机。在部分高铁动车组列车上，一等座还会赠送饮品和小零食。
优选一等座是一种介于商务座和一等座之间的列车座位席别，一般设置在复兴号动车组列车上。优选一等座可以使用车站商务座专用通道专区候车，座位是过道两侧各设2个座位，会提供小食品、小毛巾、耳塞和防寒毯，但是没有餐食。

#### 地铁
除国铁列车服务外，服务深圳宝安机场的深圳地铁11号线为中国大陆第一条提供设商务车厢的地铁线路（每列8卡列车中后两卡车厢）。据报道，尽管客流量极高，但由于商务车厢的价格是常规单程票的三倍，使用率仍然很低。

### 德国

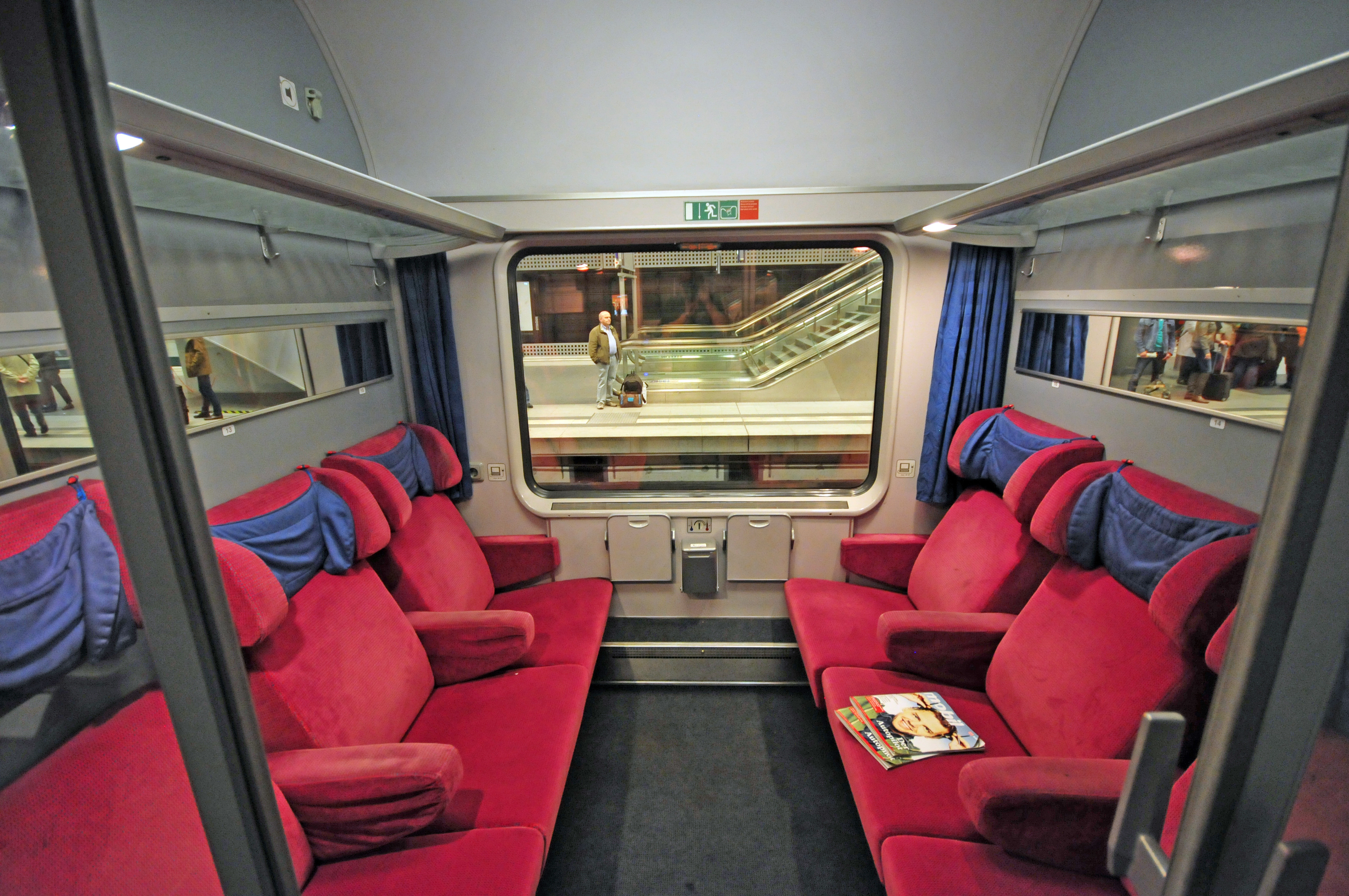
柏林-华沙快车上的头等包厢

德国的各种私营和国有铁路从一开始便设有车厢三级制。从1852年普鲁士开始曾经设有极其严格的四等车厢。在国有化（1920 年）和合并（德意志国铁路，1924年）之后，德铁于1928年取消四等车厢迫使旅客购买更贵的三等车厢车票以增加收入。
与欧洲其他大部分地区一样，东西德的铁路于1956年统一转用二级制。一等车厢被废除，原二、三等车厢改为新一、二等车厢。除了一些地区性和通勤列车服务（包括部分城市快铁服务），它们只是二等车厢，这种分类存在至今。
一等车厢和二等车厢的便利设施差异因铁路公司、服务和线路而异。一等车厢通常意味着更大的腿部空间、桌子和/或三并排座位，而不是头等舱乘客的四排座位。与二等车厢乘客不同，德国铁路的跨国线路和ICE短跑手服务的一等车厢旅客可享受免费餐食；在所有德国城际快车和欧洲城际列车服务中，头等舱乘客可在座位上享用全套餐点和点心，而二等舱乘客仅限在餐车进食。
对于一些由德国铁路和其他公司合营的主要本地线，除了头等舱的扶手和桌子（部分情况下表面或更加洁净），车厢之间的座位没有区别。在这些车次上设置一等车厢的理由主要是由于价格较高，当所有二等座车票售罄时，而一等座通常尚有空席。因此，通常对于普通旅客而言，购买区域列车一等车厢的理由更像是提供“更好机会”赌局来寻找某些火车上的空席（尤其是高峰时间的城市快铁或区域列车）而不是与二等车厢相比的有形装饰的可用性。

### 香港

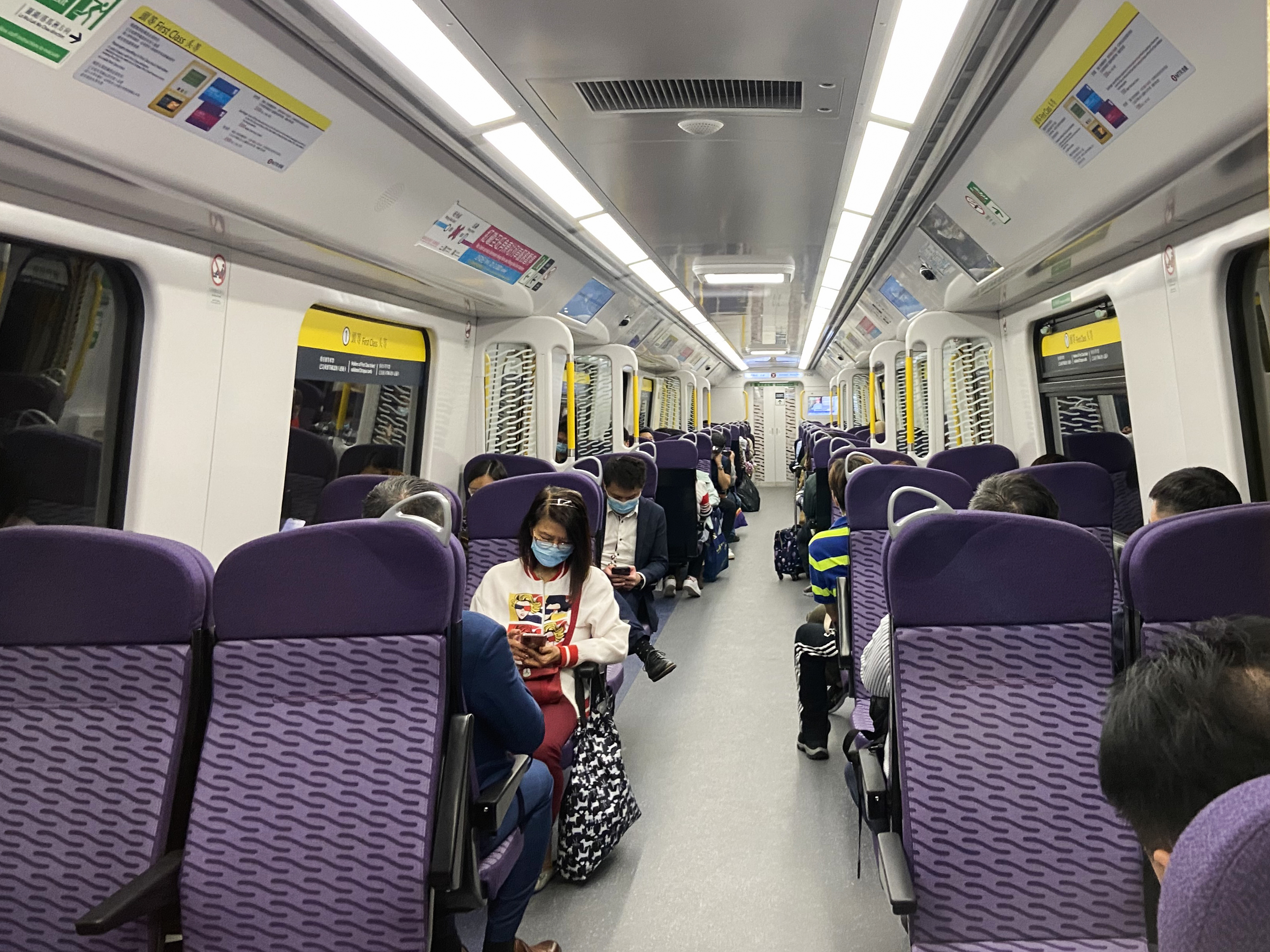
港铁东铁线的头等车厢

服务于香港东铁线的每辆列车均设有头等车厢。头等舱不设常规车厢使用的纵向不锈钢长椅，而是采用更舒适的带扶手的独立软垫座椅。它们成对排列并横向排列。乘客须在标准票价之上另付“头等附加费”（相等于东铁线常规单程票价格），头等车厢定期有检票员巡查。
该线起源于城际铁路服务（原名九广铁路英段，与中华人民共和国广东省经由广深铁路连接）。即使在1980年代初该线路实现电气化和现代化并且列车在后十年中改造为高容量通勤列车后，每列火车北端的第四节车厢仍然设置头等舱。 2007年，该线并入港铁系统，但东铁线仍然是香港唯一提供专门头等车厢服务的铁路线（尽管机场快线的所有车厢都有类似服务）。

### 印度
印度的许多郊区铁路设置头等舱，例如：
- 海得拉巴多式联运系统
- 孟买市郊铁路
- 钦奈市郊铁路

### 印尼

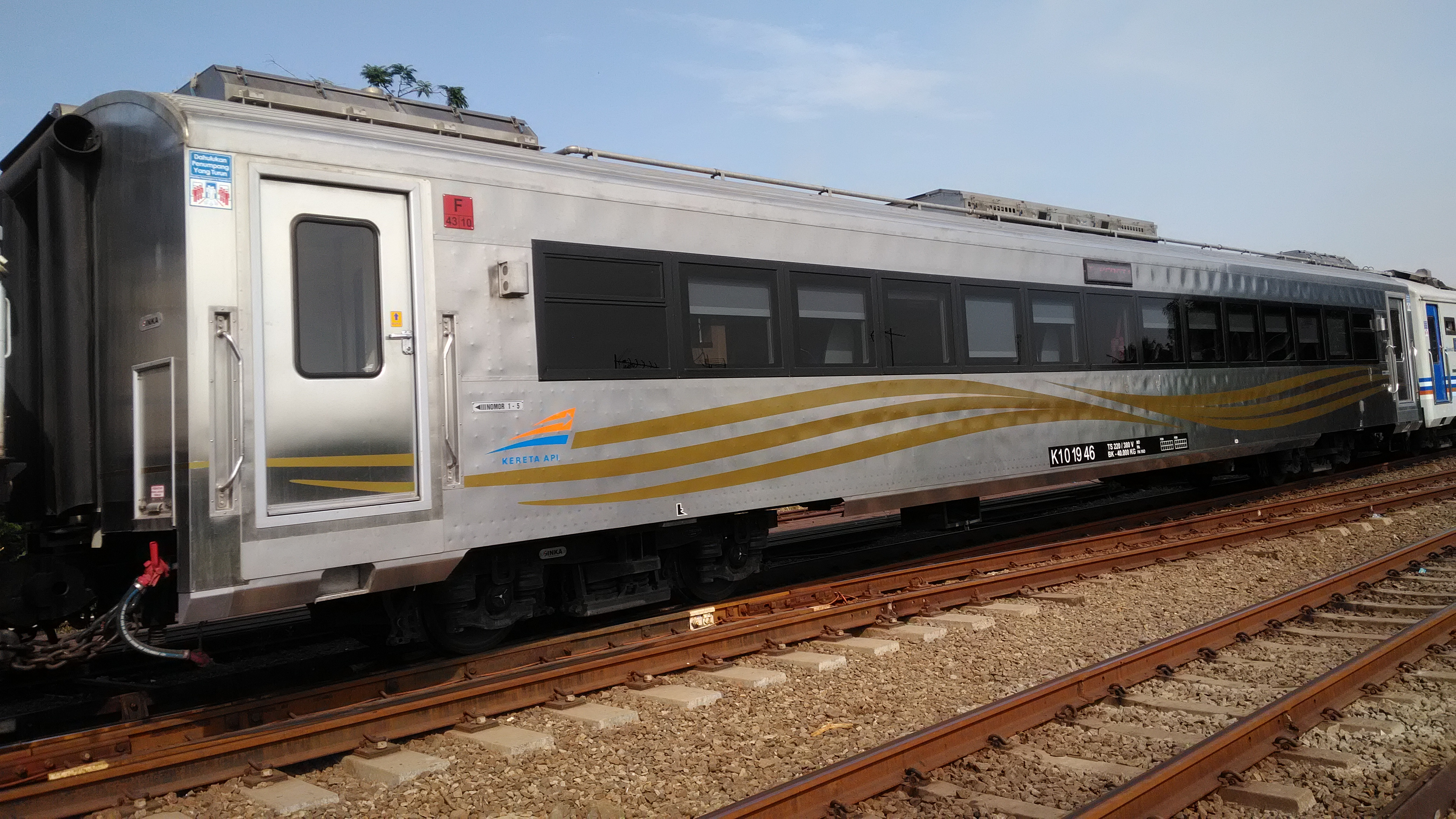
第二代豪华座车（K1 0 19 46）的外观

印度尼西亚铁路公司提供头等舱，官方称之为“豪华舱”。目前运营的豪华车有两种不同的设计：初代豪华车采用1-1座位编排，以木材料为主；第二代豪华舱采用2-1座位编排，具有更现代的氛围和免费迷你吧台。两代都设有音频视频点播显示器，并且较行政级车厢更加舒适。

### 日本

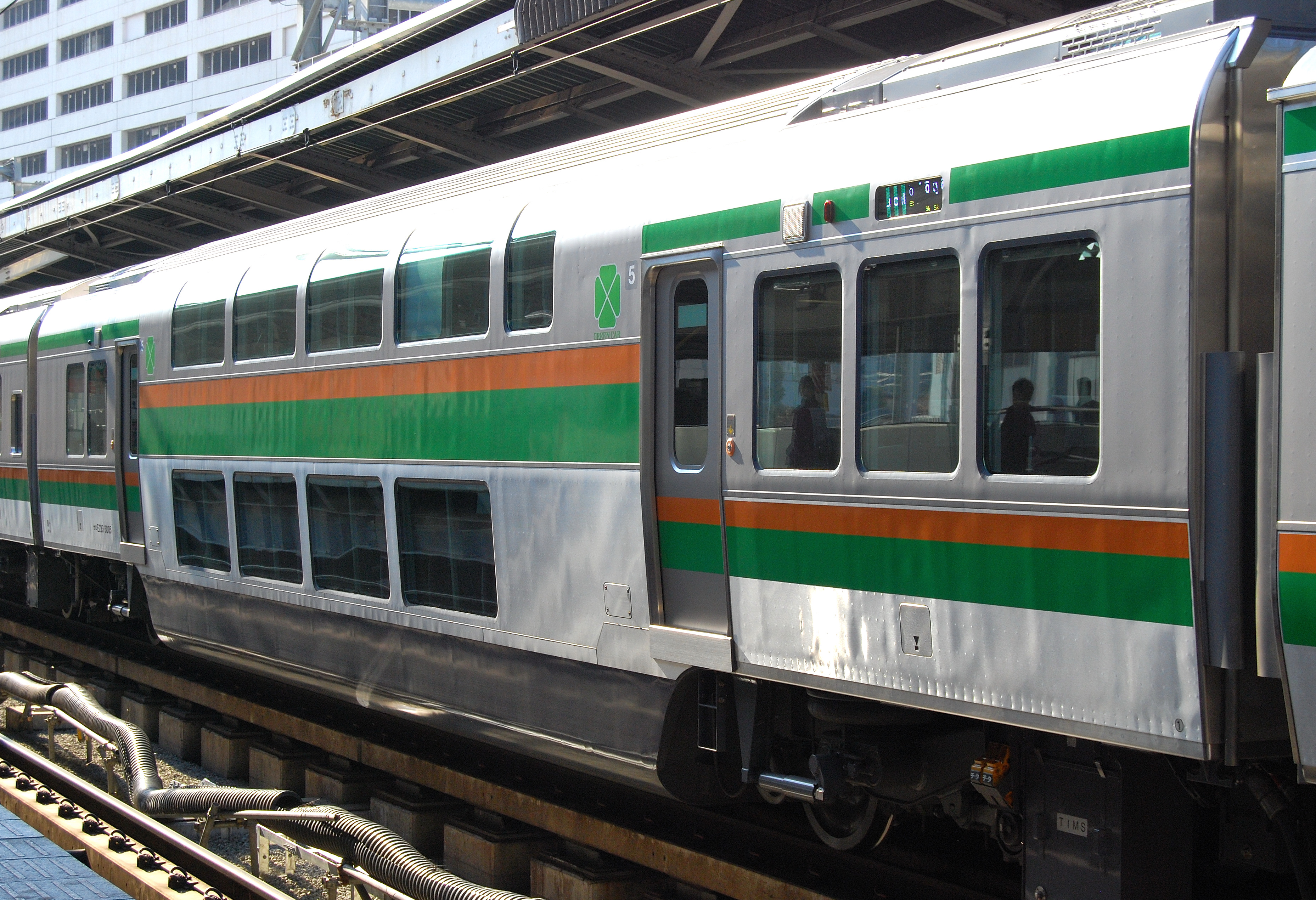
E233-3000系列电力动车组编有两节双层“绿色车厢”

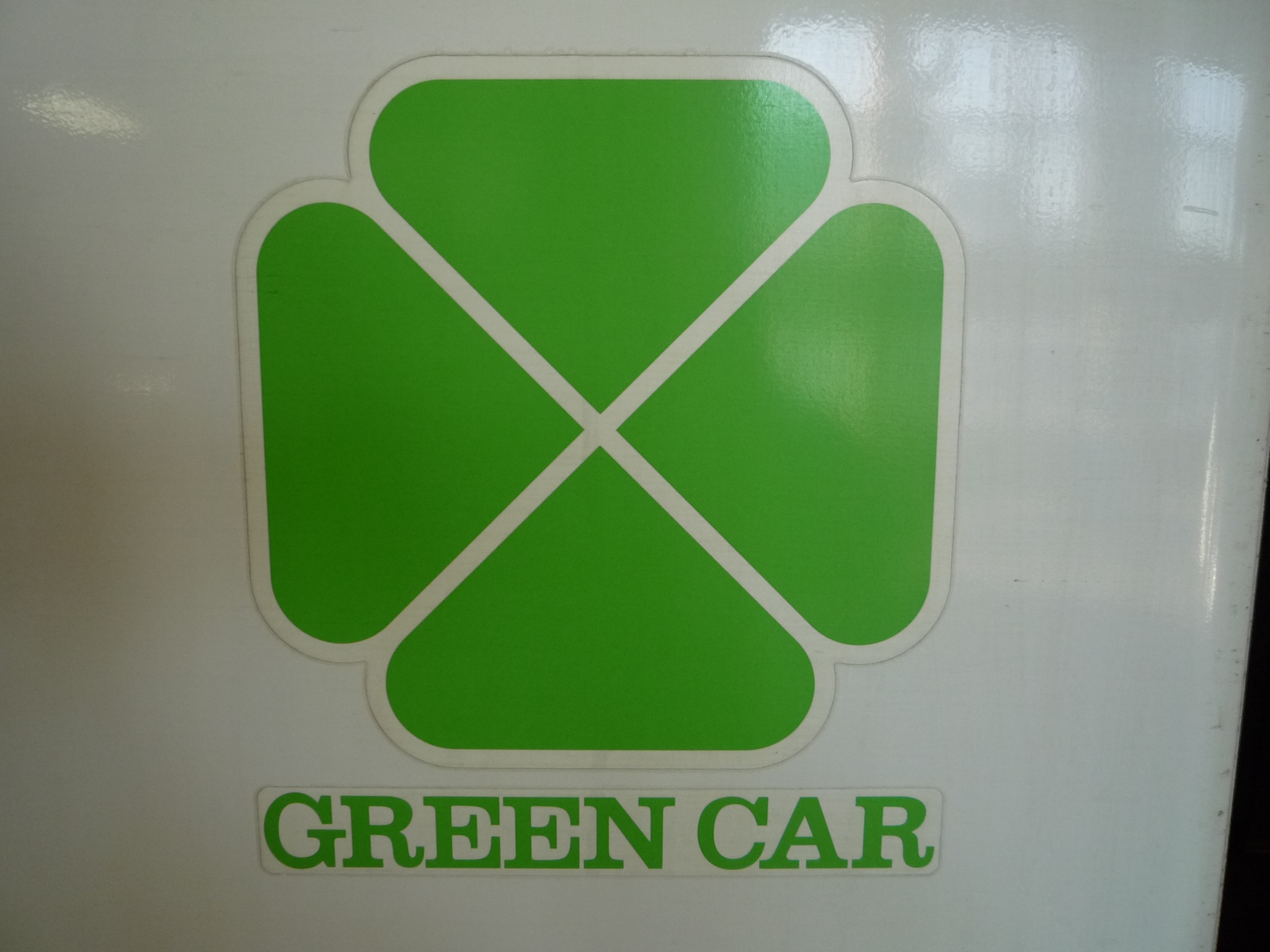
“绿色车厢”标志

1969年5月，日本国铁将“头等舱”改称“绿色车厢”。绿色车厢的标识为绿色四叶草标志（下标克拉伦登字体“GREEN CAR”字样），并且所有绿色车厢席位均为保障席位。通常它们按1-2排位，新干线列车为2-2配置，提高了载客量。虽然“绿色车厢”传统上出现在特急列车上，但近年在东京地区的长途通勤线路中逐渐出现了复设绿色车厢的趋势，并配备“绿色服务员”，他们提供了单独的座位茶点服务以及检票区。在夜间列车上，高级席位被称为A等舱（可能是沙发、私人房间或套房）。
名古屋铁道将其头等车厢称为“myu-ticket”。这些车卡比经济车厢更舒适（含指定席）。

### 荷兰
与德国类似，荷兰自1956年起设置了两个列车车厢级别。在城际列车上，一等座车编排为2+1座位，而二等座车编排为2+2座位，二者均可调节倾斜程度，在长途列车席位上另设有脚托和电源插座。通勤列车的一、二等座均采2+2布局，二等座和一等座的区别在于座椅的填充物、附加扶手、装饰性照明，此外一等座车因位于列车末端而更加安静。大多数农村地区的区间车只设二等座车。2015年后新购的列车都在与政府达成协议的情况下在一、二等座车配备电源插座。

### 菲律宾
PNR South Long Haul的特快列车自2022年采用铁路车厢等级三级制。菲律宾国家铁路将“头等舱”定义为介于商务车厢和二等车厢之间的级别。（类似于中国铁路与奥地利锐捷列车，一等车厢基本等效于优质经济舱）。 
特快列车组于2019年底订购，惟在2021年2月取消订单。然而在五个月后重新招标，但原定的21列车63节车厢的订单缩减为3列车9节车厢。
随着克拉克国际机场至阿拉邦的机场特快列车服务的引入，南北通勤铁路也将设置头等舱或类似服务，该服务将被归类为特快列车。

### 卡塔尔
2019年开始试运营的多哈地铁与阿联酋的迪拜地铁一样在设置了“金级”车厢。

### 俄罗斯
俄罗斯铁路不使用“一等车厢”一词，而采用独立的铁路车厢等级系统，但“一等车厢”通常用以与俄语术语“СВ”（直译：「卧铺车」）对应。需要注意的是，虽然严格意义上俄罗斯长途列车中的多数车卡都是卧铺车，但“СВ”仅用于一等车厢。这种车厢通常设8或9个双铺位包厢，带有横向安装的软沙发和一台电视机，车厢两端设卫生间，8车厢设公共淋浴室。另外还有更高级别的卧铺车，通称“Premium”，它的特点是单铺位（或设可折叠上铺的双铺位）包间，内置卫生间/淋浴和高级家具。这种豪华型或非正式地称为“Myagky Vagon”（直译为“软车厢”），虽用词不当，但从历史上看，该名称介于“СВ”和“Coupe”之间，早已弃用，并与传统意义上的Coupe级相比，铺位设有更好的家具和更柔软的泊位衬垫。
俄罗斯铁路所有级别的服务通常相同，主要区别在于个人空间更大、噪音更低、更好地避免与陌生人的不必要接触，以及更好的便利设施；低等车厢可能每两节沙发车（定员54人）设一处淋浴间，而“СВ”车厢淋浴间与旅客的比例为一比十六，而在高级车厢中，每位乘客都有独立的淋浴间，这是西伯利亞鐵路等运行时间可能长达一周的线路之重要考虑因素。

### 西班牙

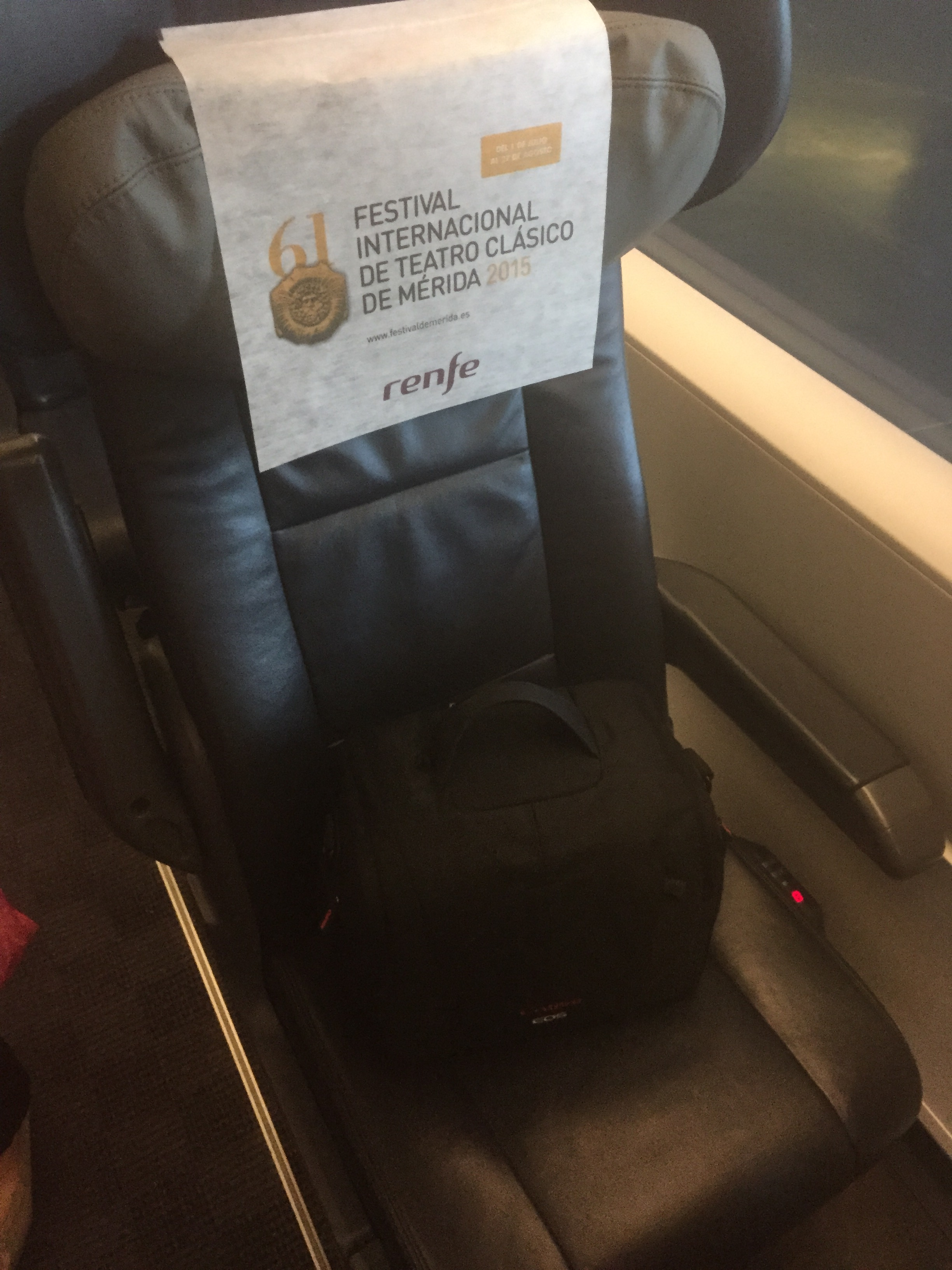
西班牙国铁高速铁路的一等座车席位

西班牙的短途列车不设一等车厢（例如Regionales或Cercanias），但在Altaria或Euromed服务等中长途列车设有与英国头等舱相当的“Preferente”席位。该服务提供免费食物和饮料（通常是迎宾饮料，包括香槟和用餐时的饮料）与更大座位。
西班牙高速铁路提供更高级的服务。持有俱乐部级或优先票的旅客可进入部分车站的休息室。列车上俱乐部级服务包括大型真皮座椅、电源、单点食物和座位上无限制的免费酒吧服务。
所有西班牙长途和中途列车的一等车厢旅客均可使用免费耳机收听音乐或观看视频。一等车厢车票不适用折扣（离峰时段除外），“优惠”车票的价格通常仅比经济舱高30至40欧元，西班牙高铁俱乐部舱通常仅比“preferente”车票高出40欧元——比英国大多数一等车厢票价更低。

### 英国

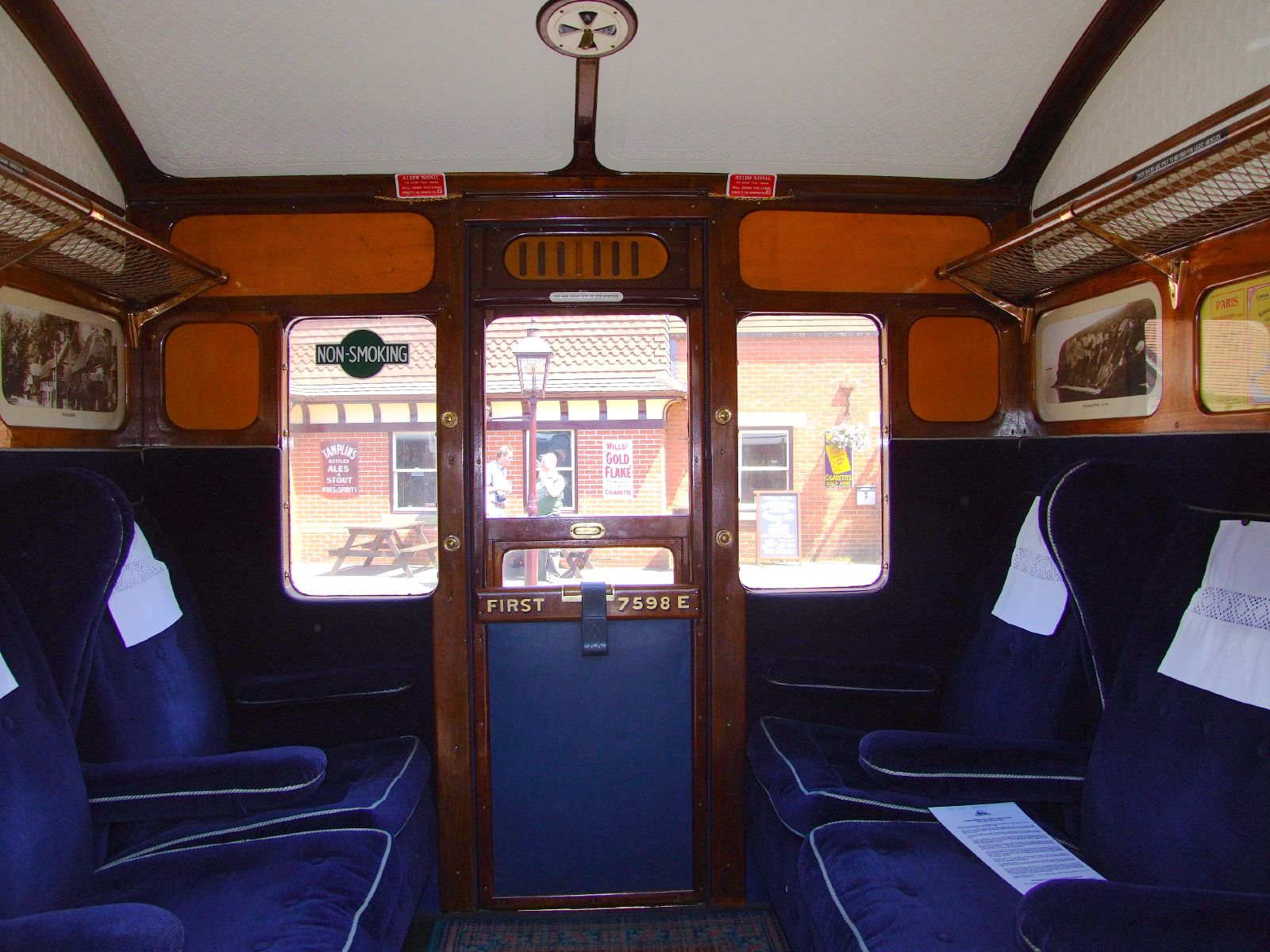
风信子铁路的头等车厢

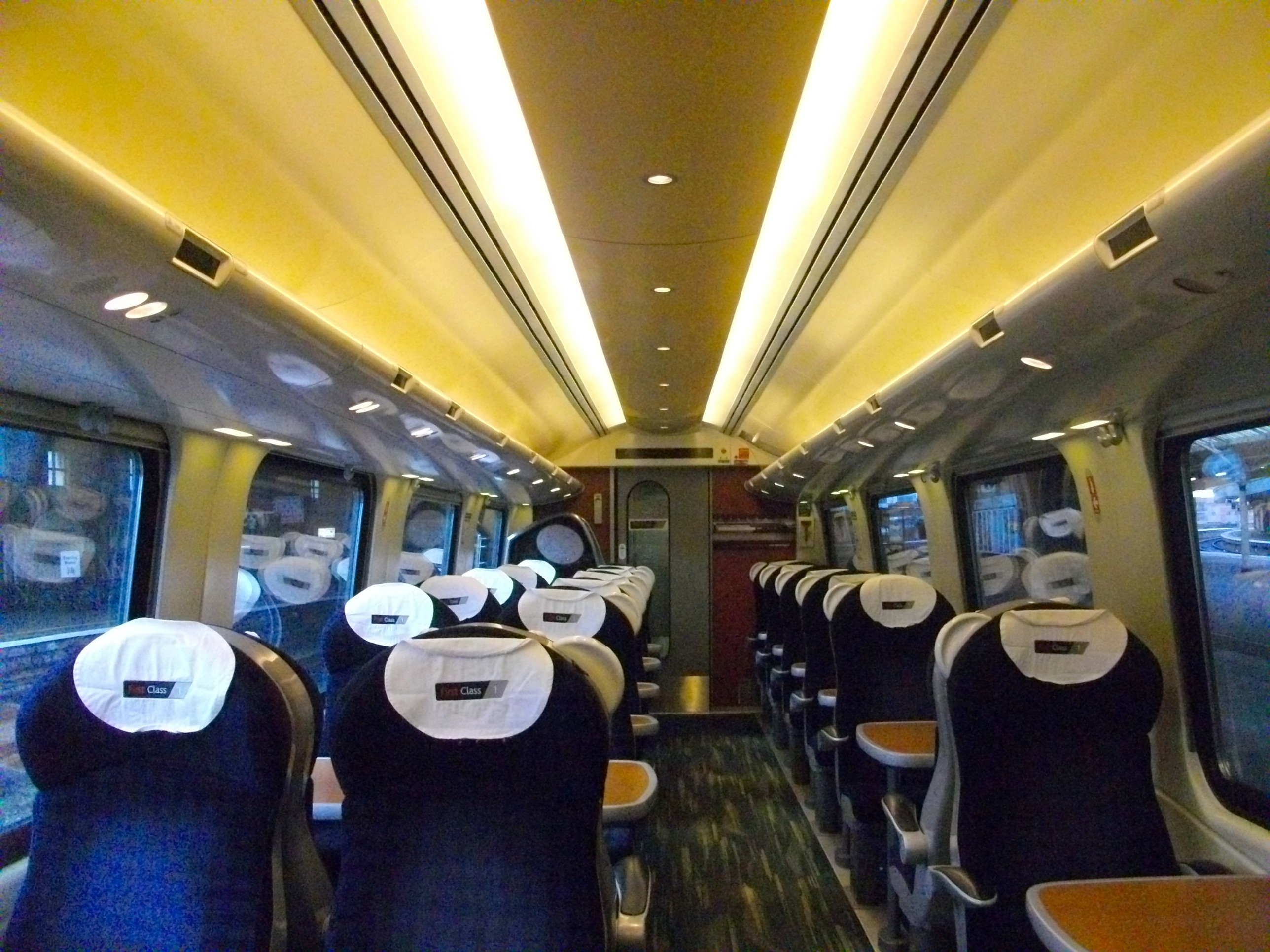
221型号柴油动车组的一等座车内饰

英国火车上不同等级的乘客服务的存在和性质随着时间的推移而变化。铁路投运开始便设有一等、二等、三等车厢和豪华的铂尔曼车厢。目前，大多数长途服务提供一等和标准车厢，而大多数本地和郊区服务仅提供单一席别——伦敦地铁等城市交通服务同理。
一等车厢车票容许旅客进入火车的专用部分，几乎都是更少但更大、更舒适的座位，车厢通常采用更宽敞的布置提供更多的私人空间，通常是一张桌子和高级装饰/地毯，在某些情况下还设有额外便利设施（例如手机或笔记本电脑的电源插座，以及每组座椅的高级照明）。
除专用席位外，目前的头等舱铁路体验可能包括使用乘客休息室（在主要始发/终到站）和额外的车上服务（例如食品和/或饮料服务）、免费报纸、免费车载无线网络等服务；一等车厢服务存在较大差异，它们可以按火车运营公司、路线、运营日期和一天中的时间区分。全套一等车厢服务由长途火车运营商提供，例如大西部铁路、阿凡提西海岸铁路 、伦敦东北铁路和威尔士交通高级服务（尤其是在工作日早晚列车的高客量线路上），上述服务主攻商务旅客。
在繁忙的通勤服务中，一等车厢座位与标准车厢近似或一致。然而更高的票价能确保购买一等车厢车票的旅客有更容易找到座位。一些铁路公司提供的头等舱票价通常约为标准舱票价的两倍。尽管存在头等舱，但头等舱在部分车次被“解密”，任何旅客均可使用，一等车厢票通常为非卖品。
从伦敦到苏格兰的夜间加勒多尼臥舖列車亦设一等车厢。
除标准车厢外，英国和欧洲大陆之间的欧洲之星列车提供商务贵宾和标准贵宾两种一等车厢服务。二者环境相同；而前者具有更大的灵活性、更短的检票时间和更丰富的餐饮服务（全餐而不是清淡的小吃）。标准贵宾于2010年9月1日推出；这项服务原名“休闲选择”，亦提供全餐配餐。

### 美国
从1863年开始，乔治·普尔曼引入舒适的长途铁路车厢为四年后（1867年）成立的普尔曼公司服务。
如今在美铁服务上，阿西乐特快列车、Superliner与Viewliner列车均设一等车厢。持有一等车厢车票的旅客可以进入许多城市和交通繁忙的车站的特殊候车室。阿西乐特快列车的一等车厢席位比标准商务舱更宽（每节车厢设44对65席）、座位内设电源插座，设有车厢服务员以及供应免费餐点和饮料。长途车次中设卧铺车，卧铺车设客房、卧室、卧铺包厢和无障碍卧室。多数包厢设淋浴和卫生间；其他包间的厕所和（或）淋浴间在包厢附近。餐费和其他酒店式服务计入车票价格。

### 韩国
韩国高速铁道、KTX-山川（A车厢/B车厢）、新村號列车与无穷花号列车（仅特定车次）列车设一等车厢。一等车厢提供更大更舒适的座位。韩国高铁和KTX-山川的一等车厢服务包括免费矿泉水、耳机、水纸巾和睡帘。通常一等车厢车票较经济车厢车票价格高处五成。头等舱设在韩国高铁列车第二至第四号车厢，KTX-山川列车的第三号车厢，以及无穷花号和新村号的第一号车厢。新村号城际快车不设一等车厢。 

### 瑞士
瑞士联邦铁路在其运营的所有车次提供一等与二等车厢。只有纳沙泰尔和弗拉讷之间的RegioExpress除外。大多数私营铁路运营商亦有设置一等车厢。

### 中华民国（台湾）
台湾铁路管理局废除旅行车厢后曾于1949年至1953年间在特快列车上设置一等车厢。
EMU3000型电联车提供商务车厢服务（腾云座舱）。

### 阿联酋

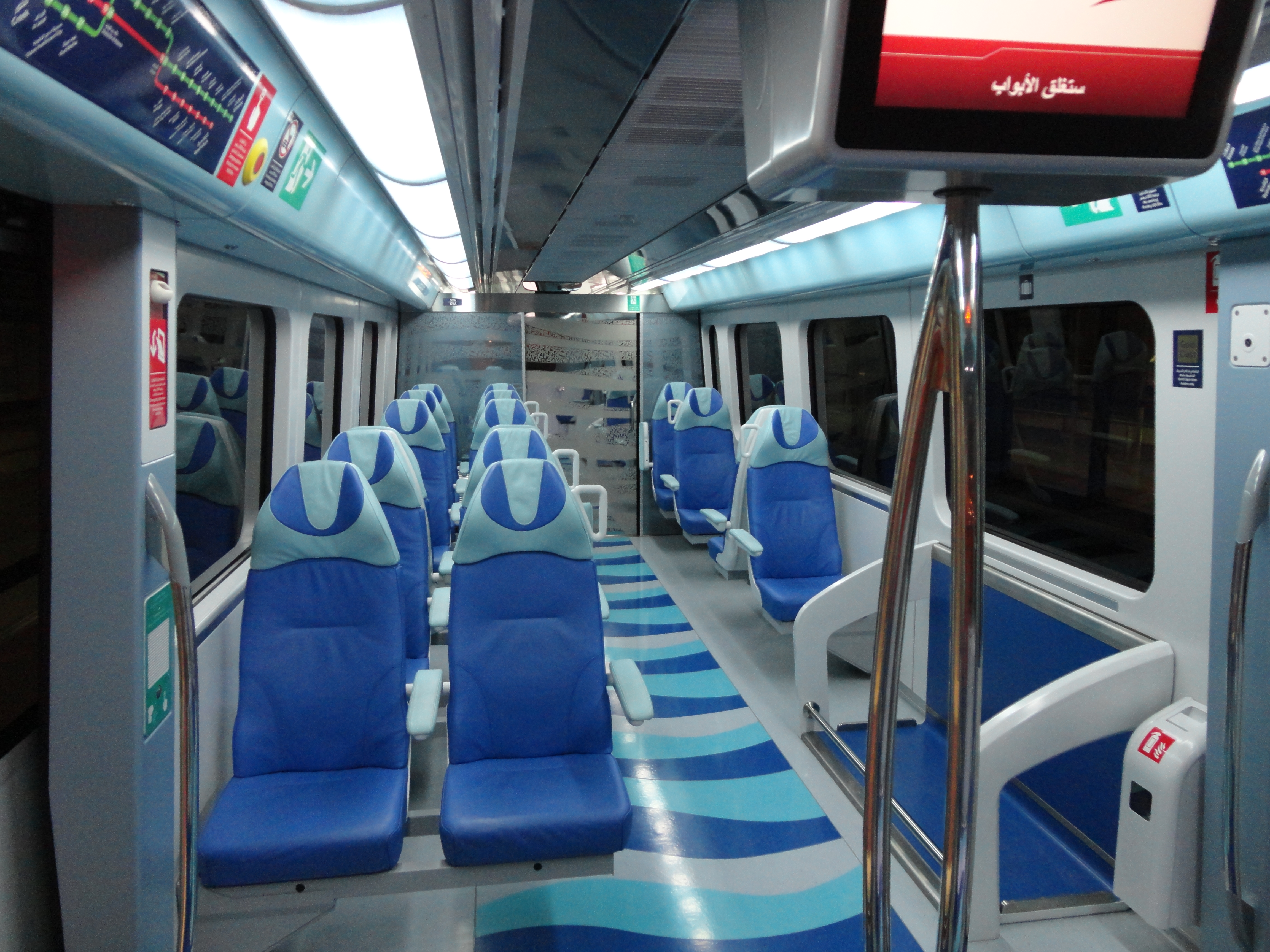
迪拜地铁“黄金车厢”的部分

每列迪拜地铁列车的一端车厢的一部分被设置为黄金车厢，车厢设有单独的座位、托盘桌和行李箱。

## 游轮和班轮
现代游轮头等舱的较其他舱位的区别包括更大的客舱、优先办理登船手续、优先登（下）船、优先就餐选择，以及在优质航线上的管家服务。